# Marco Zwyssig
Marco Zwyssig (* 24. Oktober 1971) ist ein ehemaliger Schweizer Fussballspieler.

## Karriere
Zwyssig wurde erst nach seinem Abschluss als Betriebsökonom an der Hochschule St. Gallen im Alter von 25 Jahren Profifussballer. Davor spielte er bis 1996 beim Amateurclub FC Gossau. Im Jahr 2000 wurde er schließlich mit St. Gallen Schweizer Fussballmeister. 2001 wechselte er zum FC Tirol Innsbruck und wurde dort Österreichischer Meister. Aufgrund des Konkurses dieses Vereins wechselte Zwyssig zum FC Basel, mit dem er 2002 und 2004 nochmals Schweizer Meister wurde. Mit 33 Jahren gab er schließlich seinen Rücktritt bekannt.
In der Schweizer Fussballnationalmannschaft gelangte er zu 20 Einsätzen und schoss ein Tor.
Nach dem Ende seiner Karriere kehrte Marco Zwyssig zum FC St. Gallen zurück, zuerst als Verwaltungsrat, später übernahm er eine Stelle in der Sportkommission. Heute arbeitet Zwyssig teils selbständig, teils als Kursleiter und Dozent in der Erwachsenenbildung.
Im Juni 2014 versuchte sich Zwyssig als Trainer der Frauenmannschaft des FC St. Gallen. Nach einer Saison, in der er mit dem Team das Ziel Ligaerhalt erreichte, gab er diesen Job wieder auf.
Aktuell spielt Marco Zwyssig einmal im Jahr beim IceSnow-Football in Arosa als Ergänzungsspieler.
Von 2019 bis 2021 trainierte er die Frauen des FC St. Gallen-Staad. Im März 2021 war bekannt geworden, dass sich der Verein per Ende Saison von Marco Zwyssig trennen würde.

## Titel und Erfolge
FC St. Gallen
- Schweizer Meister: 1999/2000

FC Tirol Innsbruck
- Österreichischer Meister: 2001/02

FC Basel
- Schweizer Meister: 2002, 2004